# Найман (хошун)
42°50′41″ пн. ш. 120°39′25″ сх. д. / 42.84466° пн. ш. 120.65702° сх. д.
Найман (кит. 奈曼旗, пін. Nàimàn Qí, трансліт. Naiman) — один із повітів КНР у складі префектури Тунляо, Внутрішня Монголія. Адміністративний центр — містечко Дачен-Тала.

## Географія
Найман у середньому лежить на висоті близько 370 метрів над рівнем моря, на рівнині Сунляо.

### Клімат
Хошун знаходиться у зоні, котра характеризується вологим континентальним кліматом зі спекотним літом. Найтепліший місяць — липень із середньою температурою 24,3 °C. Найхолодніший місяць — січень, із середньою температурою -11,7 °С.
| Клімат хошуну Найман                               | Клімат хошуну Найман | Клімат хошуну Найман | Клімат хошуну Найман | Клімат хошуну Найман | Клімат хошуну Найман | Клімат хошуну Найман | Клімат хошуну Найман | Клімат хошуну Найман | Клімат хошуну Найман | Клімат хошуну Найман | Клімат хошуну Найман | Клімат хошуну Найман | Клімат хошуну Найман |
| Показник                                           | Січ.                 | Лют.                 | Бер.                 | Квіт.                | Трав.                | Черв.                | Лип.                 | Серп.                | Вер.                 | Жовт.                | Лист.                | Груд.                | Рік                  |
| Середній максимум, °C                              | −5,3                 | −0,4                 | 7,1                  | 16,6                 | 23,9                 | 28                   | 29,8                 | 28,5                 | 23,8                 | 15,4                 | 4,2                  | −3,7                 | 14                   |
| Середня температура, °C                            | −11,7                | −7,3                 | 0,3                  | 9,8                  | 17,3                 | 21,9                 | 24,3                 | 22,8                 | 17                   | 8,5                  | −1,9                 | −9,8                 | 7,6                  |
| Середній мінімум, °C                               | −16,5                | −12,8                | −5,7                 | 3,3                  | 10,7                 | 16,1                 | 19,4                 | 17,5                 | 10,9                 | 2,6                  | −6,8                 | −14,3                | 2                    |
| Норма опадів, мм                                   | 1.5                  | 2.2                  | 6.5                  | 14.8                 | 37.2                 | 66.5                 | 103.8                | 60.4                 | 31.3                 | 15.9                 | 7.1                  | 2.1                  | 349.3                |
| Вологість повітря, %                               | 51                   | 44                   | 40                   | 37                   | 42                   | 57                   | 68                   | 68                   | 58                   | 50                   | 50                   | 53                   | 52                   |
| -------------------------------------------------- | -------------------- | -------------------- | -------------------- | -------------------- | -------------------- | -------------------- | -------------------- | -------------------- | -------------------- | -------------------- | -------------------- | -------------------- | -------------------- |
| Джерело: Дані метеостанції №54223 (КНР, 1991-2020) |                      |                      |                      |                      |                      |                      |                      |                      |                      |                      |                      |                      |                      |